# 二百年の子供
『二百年の子供』（にひゃくねんのこども）は、大江健三郎の小説。3人の子供たちの時間を越えた冒険を描くファンタジー。読売新聞に2003年1月4日から10月25日まで連載され、後に中央公論新社から刊行された。
十代の読者を対象に書かれた著者の唯一のファンタジー・ノベルである。土曜日の朝刊に一ページ丸ごと使って掲載され、彫刻家舟越桂の挿絵が添えられた。土曜日朝刊の掲載は、学校の週休二日制導入に合わせた「親子で楽しむ読書の試み」という新聞側の企画提案による。